# Ikponwosa Ero
Ikponwosa "I.K." Lauretta Ero est une avocate et une militante dans le domaine du droit international sur les droits de l’homme. Elle est la première experte indépendante des Nations unies sur la jouissance des droits de l'homme par les personnes en situation de handicap. Elle est la première experte indépendante des Nations unies sur la jouissance des droits de l'homme par les personnes atteintes d'albinisme. Ikponwosa a joué un rôle clé en attirant l'attention de la communauté internationale sur les problèmes de droits de l'homme rencontrés par les personnes atteintes d'albinisme dans le monde entier, en particulier dans la région de l'Afrique où elles étaient attaquées pour des parties de leur corps.
Ikponmwosa Ero a été l'un des principaux architectes du Plan d'action régional sur l'albinisme (2017-2021) et du Plan d'action sur l'albinisme et de son cadre de mise en œuvre (2021-2031). Elle a également joué un rôle clé, avec feu l'ambassadeur Yusuf Mohamed Ismail "Bari-Bari", dans la création de la Journée internationale de sensibilisation à l'albinisme et dans la promulgation et l’exécution de divers événements de sensibilisation de haut niveau qui ont conduit à l'adoption de plusieurs résolutions aux Nations unies et au sein de l'Union Africaine.

## Début de la vie
I.K. Ero est née à Ibadan, État d'Oyo, Nigeria, en 1981 de parents issus de la tribu Bini/Edo du Nigeria. Son père, le Dr Isaac Izogie Ero, est un membre de la famille Ero, qui est le faiseurs de rois traditionnels dans le Royaume du Bénin. Professeur de sylviculture, il a été directeur de l'Institut de recherche forestière du Nigeria. Sa mère, Comfort Iyase Adesuwa Ero, est la fille de l'Iyase d'Udo. Auteur et dramaturge, elle a également été directrice d'école secondaire et conférencière.
I.K. est le cinquième enfant sur six et le seul à être atteint d'albinisme. Elle fréquente la Sacred Heart Private School Ibadan pour ses études primaires et le Federal Government Girls College Benin pour ses études secondaires, tous deux au Nigeria. À l'âge de quinze ans, Ero immigre avec sa famille au Canada. Andrews Regional High School, Victoria BC, obtient un diplôme de premier cycle en sciences politiques et relations internationales de l'Université de la Colombie-Britannique, une maîtrise en sciences politiques de l'Université de l'Alberta, un doctorat en droit de l'Université de Calgary et une maîtrise en droit de Osgoode Hall Law School. En juillet 2022, Ero a reçu un doctorat en droit (honoris causa) de l'université de Lancaster, au Royaume-Uni, en reconnaissance de son travail en tant que titulaire de mandat au Conseil des droits de l'homme des Nations unies.

## Carrière
Après avoir été chercheur dans diverses facultés de l'université de Colombie-Britannique et de l'université d'Alberta, Ero a suivi des études de droit et a été admis au barreau de l'Alberta en 2013 et, la même année, au barreau de la Colombie-Britannique. Après avoir travaillé brièvement au ministère fédéral canadien de la Justice, Ero a travaillé en tant qu'avocat international et juriste pour une organisation non gouvernementale internationale, de Under The Same Sun.
En 2015, Ero a été nommée par le Conseil des droits de l'homme des Nations unies en tant que première Experte indépendante sur la jouissance des droits de l'homme par les personnes atteintes d'albinisme. À ce titre, elle a effectué des visites officielles et des missions dans des lieux tels que le Mozambique, Malawi, Tanzanie, Fidji, Brésil, et Kenya.

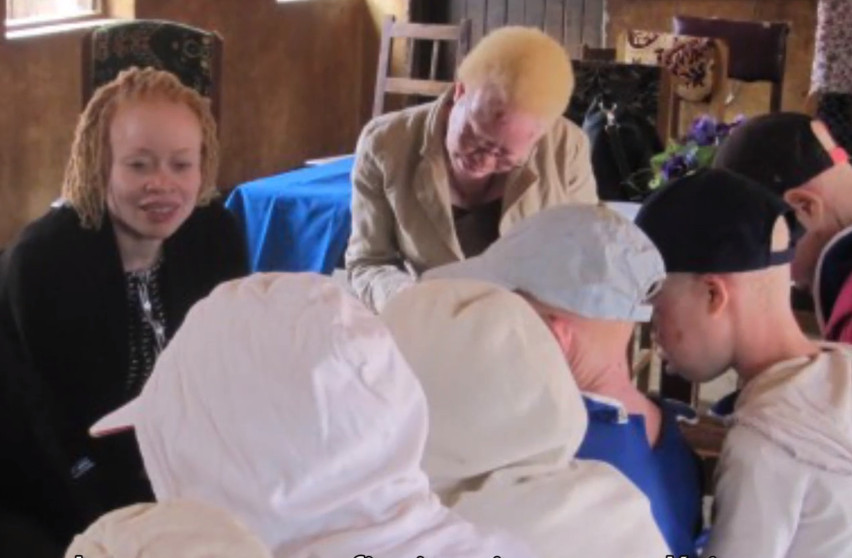
Un défenseur des personnes atteintes d'albinisme

Le mandat d'Ikponmwosa Ero a permis des avancées significatives pour les personnes atteintes d'albinisme dans le monde entier, notamment une sensibilisation massive par le biais d'un engagement auprès de centaines de médias et la publication de plus de 37 rapports officiels sur la situation. Son travail sur l'élimination des pratiques néfastes - en particulier son organisation du premier atelier international sur les pratiques néfastes liées aux accusations de sorcellerie et aux attaques rituelles (HPAWR) - a finalement abouti à un projet de lignes directrices publié par le Parlement panafricain de l'Union africaine et à une résolution du Conseil des droits de l'homme des Nations unies pour lutter contre ces pratiques.
Ikponmwosa Ero est à l'origine de la Global Albinism Alliance et du Africa Albinism Network. Elle est actuellement directrice des droits de l'homme de Under The Same Sun et conseillère technique du Africa Albinism Network. Elle est l'auteur d'un grand nombre d'articles dans le domaine des droits de l'homme et codirige la recherche multi-pays sur le maternage et l'albinisme.

## Récompenses et reconnaissances
2022 - Docteur en droit (LLD) Honoris Causa, Université de Lancaster, Royaume-Uni
2020 - Prix de l'avocat international décerné par l'US Council on Disabilities (Conseil américain des personnes handicapées)
2020 - Diversité, prix de la liste d'impact D-30
2017 - Reconnu parmi les 100 Africains les plus influents par Pan African Magazine
2015 - Inscrite sur la liste des 70 meilleures oratrices du monde établie par l'UNESCO